# Карабунар (дем Кукуш)
Вижте пояснителната страница за други значения на Карабунар.
Карабунар (на гръцки: Μαυρονέρι, Мавронери, до 1926 година Καρά Μπουνάρ, Кара Бунар) е село в Гърция, Егейска Македония, в дем Кукуш, в област Централна Македония с 656 жители (2001).

## География
Селото се намира в дъното на Солунското поле, югозападно от град Кукуш (Килкис).

## История

### В Османската империя
В началото на XX век Карабунар е село в Кукушка каза на Османската империя. В „Етнография на вилаетите Адрианопол, Монастир и Салоника“, издадена в Константинопол в 1878 година и отразяваща статистиката на населението от 1873 година, Кара-бунар (Cara-bounar) е посочено като селище с 35 домакинства, като жителите му са 115 мюсюлмани. Според Васил Кънчов („Македония. Етнография и статистика“) в 1900 година селото има 270 жители, всички турци.

### В Гърция
След Междусъюзническата война селото попада в Гърция. В 1926 година Карабунар е прекръстено на Мавронери. В 1928 година селото е представено като чисто бежанско със 135 бежански семейства и 445 души общо.
| Име        | Име         | Ново име  | Ново име  | Описание                                                         |
| ---------- | ----------- | --------- | --------- | ---------------------------------------------------------------- |
| Два кавака | Δυο Καβάκια | Левкес    | Λεύκες    | местност на ЮЗ от Карабунар и на СИ от Али Ходжалар              |
| Чаири      | Τσαΐρια     | Ливадия   | Λιβάδια   | местност на ЮЗ от Карабунар                                      |
| Бейка      | Μπέικα      | Архондика | Άρχοντικά | възвишение на С от Карабунар и на СИ от Горно Постолар (244,3 m) |
| Варади     | Βαράδι      | Алона     | Άλογα     | местност на ЮЗ от Карабунар                                      |

## Личности
Родени в Карабунар
- Кириаки Тектониду, гръцка политичка